# Dècada del 280

## Esdeveniments
283 - Gai I succeeix com a papa Eutiquià I.

## Personatges destacats
- Marc Aureli Probe, emperador romà (276-282).
- Dioclecià (284-305), emperador romà.
- Maximià (286-308), emperador romà.